# Paul Strand
Paul Strand (16. října 1890, New York, USA – 31. března 1976, Orgeval, Francie) byl americký fotograf a kameraman českého původu.

## Život a dílo

### Spojené státy 1890–1948
Paul Strand vystudoval v letech 1904–1909 Ethical Cultural High School v New Yorku. V roce 1907 absolvoval fotografický kurz, vedený fotografem Lewisem Hinem, se kterým navštívil Malou galerii Fotosecese Alfreda Stieglitze. Rozhodl se být fotografem. Následujícího roku se stal členem newyorského Camera Clubu a v roce 1912 začal fotografovat profesionálně. Spolupracoval s Alfredem Stieglitzem, kterému předkládal své fotografie k posouzení po dobu několika let. Od roku 1915 experimentoval s fotografickou abstrakcí, další rok samostatně vystavoval ve Stieglitzově galerii 291 a publikoval v časopise Camera Work.
V letech 1918–1919 sloužil v americké armádní nemocnici jako rentgenový technik. Po návratu uskutečnil krátkou cestu do Nového Skotska, kde fotografoval krajinu a skalní útvary. V roce 1921 se začal věnovat natáčení filmů. Společně s Charlesem Sheelerem natočil svůj první film Manhatta a stal se profesionálním kameramanem. 
V letech 1930–1934 podnikl několik cest do Mexika, kde fotografoval krajinu, architekturu a Indiány. Roku 1933 natočil a produkoval na zakázku mexické vlády film Redes (Vlna). V 1935 navštívil na 6 týdnů Sovětský svaz, kde se setkal s filmovými a divadelními režiséry. Měl pracovat se Sergejem Ejzenštejnem na natáčení filmu, ale vrátil se zpět do USA.
Roku 1937 založil a do roku 1942 vedl Frontiers Film, společnost natáčející dokumentární filmy.  V roce 1943 pracoval jako kameraman na filmech pro americkou vládu. V letech 1943 a 1944 se po deseti letech za filmovou kamerou vrátil k fotografování krajiny ve Vermontu, kde tvořil zimní cykly.

### Evropa 1948–1976
V 1948 přesídlil Paul Strand do Evropy. Roku 1949 navštívil filmový festival v Mariánských Lázních, kde získal cenu jeho film Native Land (Rodná země). Roku 1950 odjel do Francie, kde připravil svou knihu La France de Profil, která vyšla v roce 1952.  V následujících letech fotografoval v Itálii, na Hebridách, v Egyptě, Rumunsku, Maroku a Ghaně a vydával fotografické publikace z těchto cest.

## Fotografická tvorba
Paul Strand byl představitelem tzv. přímé fotografie. Dlouhá léta fotografoval velkoformátovou kamerou, zpravidla na negativní filmy 20×25 cm, a pozitivy kopíroval kontaktně. S kamerou se k fotografovaným objektům přibližoval co nejtěsněji. Pro fotografování detailních portrétů lidských tváří vybavil kameru druhým falešným objektivem z boku přístroje, aby odvedl pozornost fotografované osoby a výraz zachycený v nestřežené chvíli byl nejpřirozenější.
Své pojetí fotografie formuloval Paul Strand již v rané fázi své kariéry v roce 1917: „Objektivnost je esencí fotografie, její předností a současně i omezením... Poctivost, stejně jako hloubka pohledu, je podmínkou pravdivého vyjádření. To znamená plně respektovat objekt, který má fotograf před sebou. A toho je nutno dosáhnout bez jakýchkoli triků nebo manipulace, pouze prostřednictvím přímých fotografických metod.“

## Zastoupení ve sbírkách
Jeho fotografie jsou také součástí sbírky Fotografis, která byla představena na začátku roku 2009 v Praze.
- Institut umění v Chicagu, Chicago, Illinois, USA[6][7]
- Clevelandské muzeum umění[8]
- Dallas Museum of Art[9]
- Muzeum J. Paula Gettyho, Los Angeles[10]
- Losangeleské muzeum umění[11]
- Muzeum umění ve Filadelfii[12]
- Princeton University Art Museum[13]
- Metropolitní muzeum umění, New York[14]
- Muzeum moderny, Stockholm[15]
- Muzeum Orsay, Paříž[16]
- Muzeum umění Houston, Houston[17]
- Muzeum moderního umění, New York, 39 tisků (k 8. lednu 2022)[18]
- Národní galerie ve Washingtonu, Washington, D.C.[19]
- Skotské národní galerie, Edinburgh[20]
- Národní galerie Victoria, Melbourne[21]
- Sanfranciské muzeum moderního umění[22]
- Saint Louis Art Museum[23]
- Smithsonian Museum of American Art, Washington, D.C.[24]
- Victoria and Albert Museum, Londýn[25]
- Muzeum amerického umění Whitneyové, New York, 9 tisků (k 11. lednu 2022)[26]

## Filmografie
- Manhatta (New York the Magnificent), 1921 – kameraman, režisér (spoluautorem byl Charles Sheeler).
- The Live Wire, 1925 – kameraman.
- Redes (The Wave), 1933 – autor předlohy, kameraman.
- The Plow that Broke the Plains, 1936 – kameraman.
- People of the Cumberlands, 1937 – kameraman (první film režiséra Elia Kazana).
- Native Land, 1942 – producent, kameraman, režisér (společně s Leo Hurwitzem).

## Publikace (výběr)
- Photographs of Mexico. New York: Virginia Stevens, 1940.
- Time in New England. Text Nancy Newhall. New York: Oxford University Press, 1950.
- La France de Profil. Text Claude Roy. Lausanne: La Guilde du Livre, 1952.
- Un Paese. Text Cesare Zavattini. Torino: Giulio Einaudi, 1955.
- Tir a'Mhurain: Outer Hebrides. Text Basil Davidson. London: MacGibbon and Kee, 1962.
- Mexican Portfolio. New York: DeCapo Press, 1967. Druhé vydání Photographs of Mexico.
- Living Egypt. Text James Albridge. London: MacGibbon and Kee, 1969. Dostupné online.
- A Retrospective Monograph, The Years 1915–1968. New York: Aperture, 1972.
- Ghana: An African Portrait. Text Basil Davidson. London: Gordon Fraser, 1976.

## Galerie

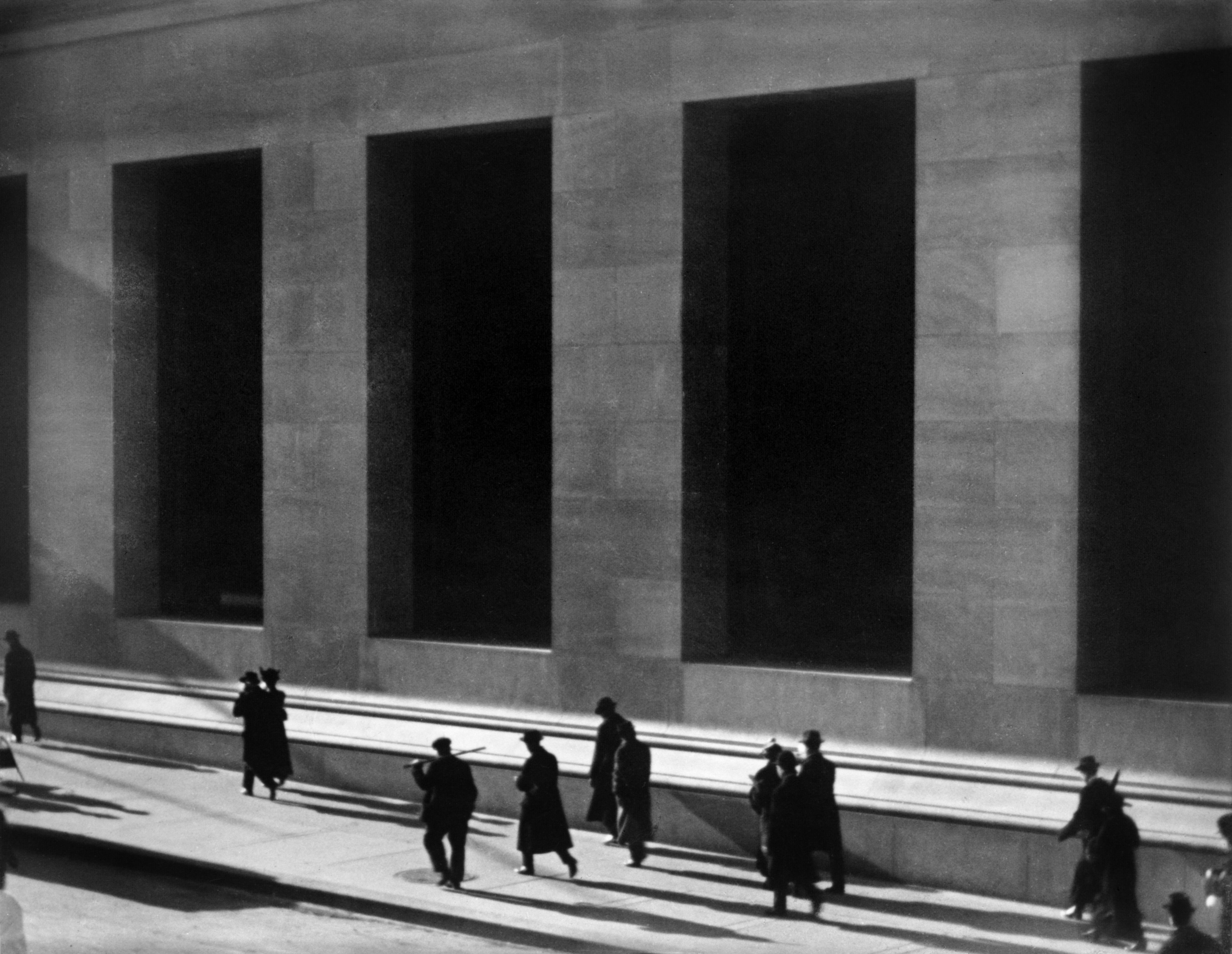
Paul Strand: Wall Street, Camera Work č. 48, 1916
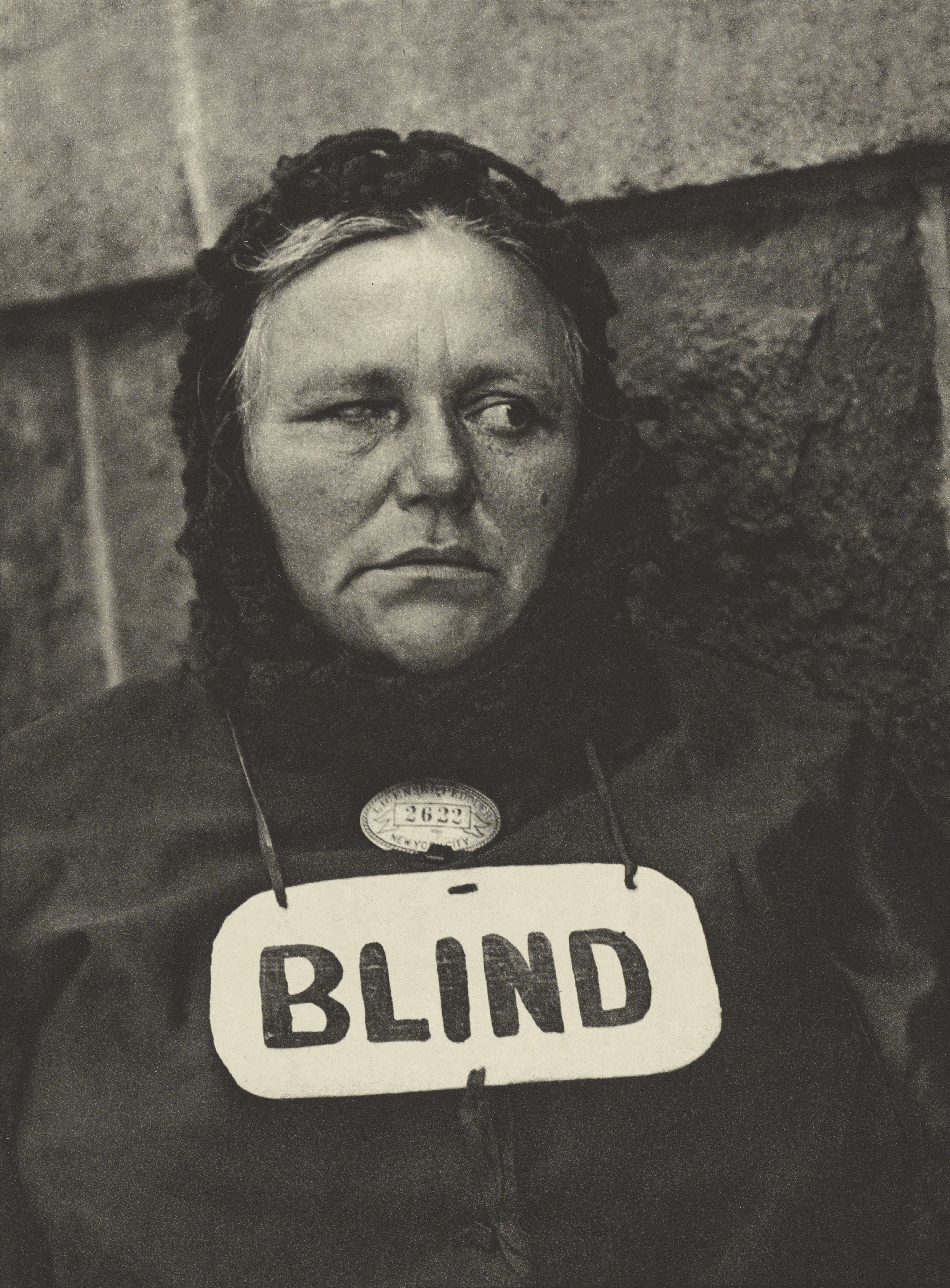
Paul Strand: Slepá, 1916
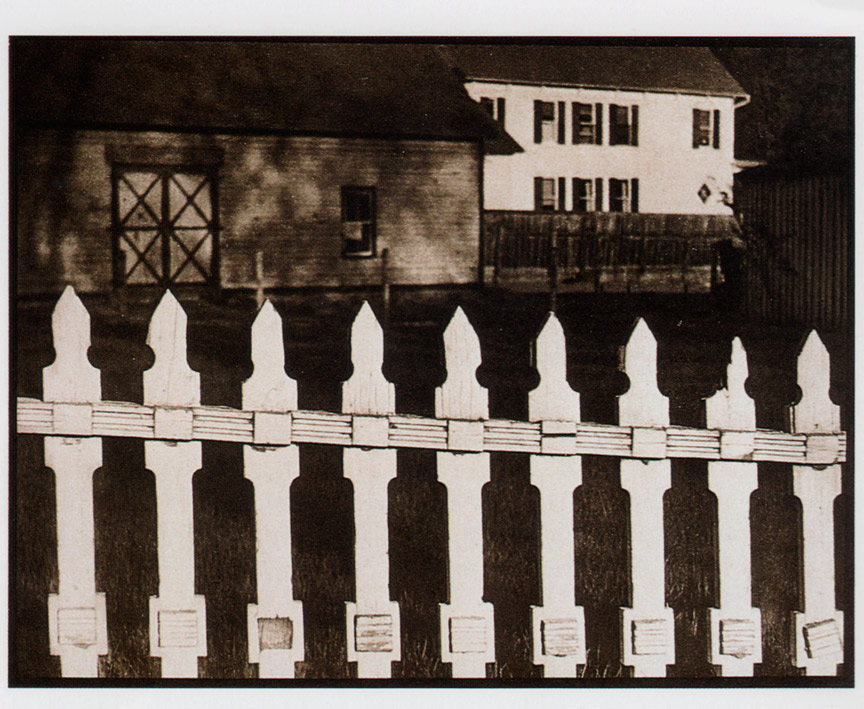
Paul Strand: Plot, Camera Work č. 49/50, 1917
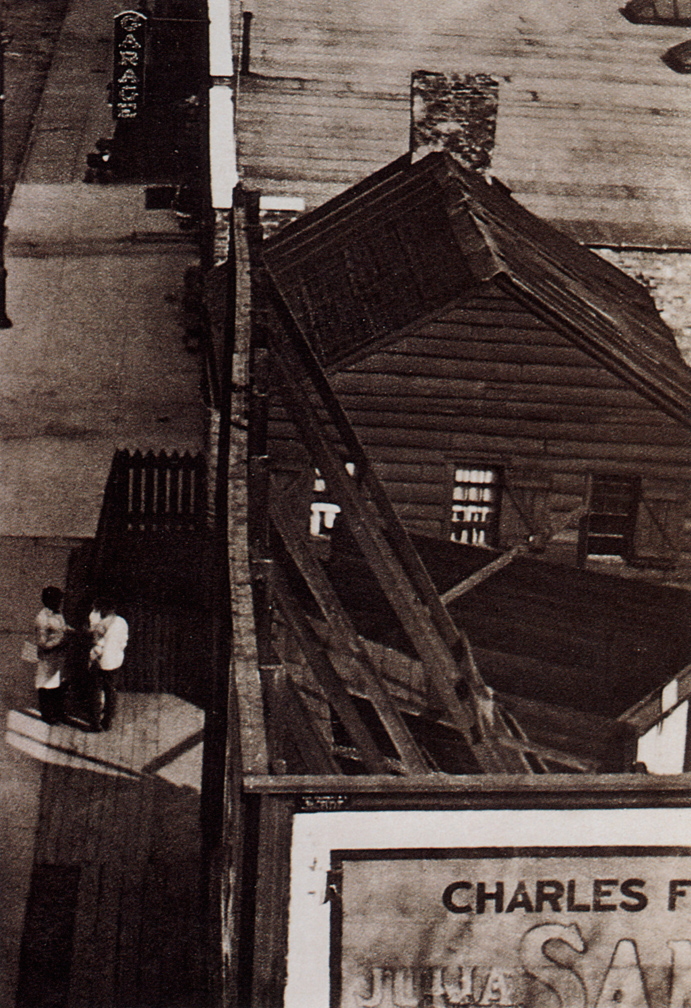
Paul Strand: New York, Camera Work č. 49/50, 1917
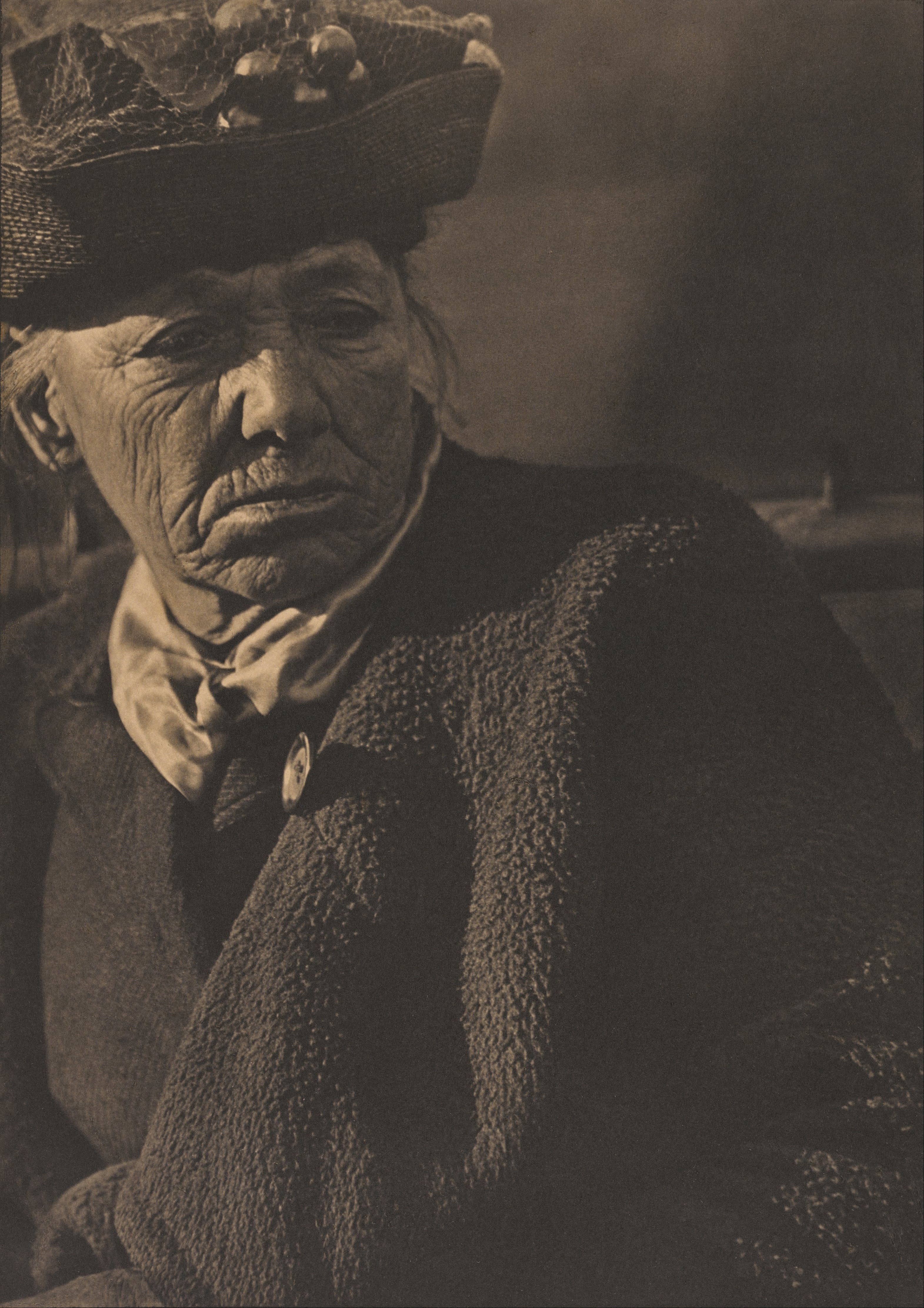
Paul Strand: Portrét, 1917